# Vepric

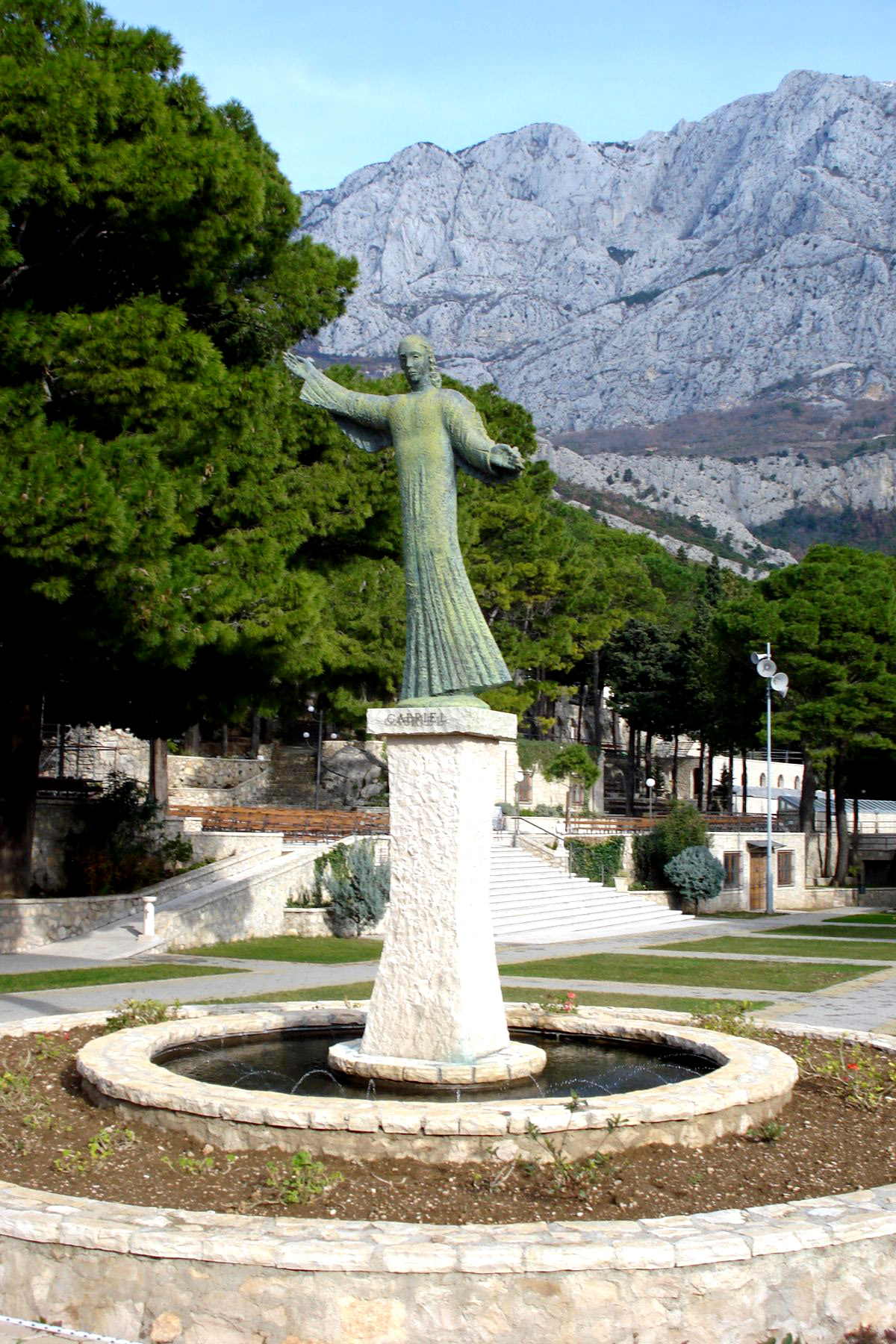
Statua dell'arcangelo Gabriele a Vepric

Vepric è un santuario mariano della Croazia. Si trova nella Regione spalatino-dalmata per la precisione a pochissimi chilometri a nord-ovest dalla città di Macarsca ai piedi del monte Biocovo. Venne fondato nel 1908 a devozione dell'allora arcivescovo di Spalato Juraj Carić, sul modello del santuario di Lourdes per ricordare i 50 anni delle apparizioni dell'Immacolata a Bernadette Soubirous, e per sua volontà, il vescovo stesso alla sua morte venne sepolto nel santuario. Il santuario è meta di molti pellegrini dalla Dalmazia e dintorni. La giurisdizione ecclesiastica del santuario è sotto l'arcidiocesi di Spalato-Macarsca.